# Пош, Фабиан
Фабиан Пош (нем. Fabian Posch, родился 5 января 1988 в Зальцбурге) — австрийский гандболист, линейный клуба «Ферлах» и сборной Австрии.

## Карьера

### Клубная
Воспитанник школы клуба «Зальцбург», выступал за молодёжный состав этого клуба. С 2006 по 2011 годы представлял «А1 Брегенц», с 2011 по 2013 годы — «Швац». С 2013 года представляет команду «Ферлах».

### В сборной
За сборную сыграл 73 игры и забил 86 голов.